# Estellenchs
Estellenchs (oficialmente en catalán: Estellencs) es una localidad y municipio español de la comunidad autónoma de las Islas Baleares. Se encuentra situado en la isla Mallorca y pertenece a la comarca de la Sierra de Tramontana.

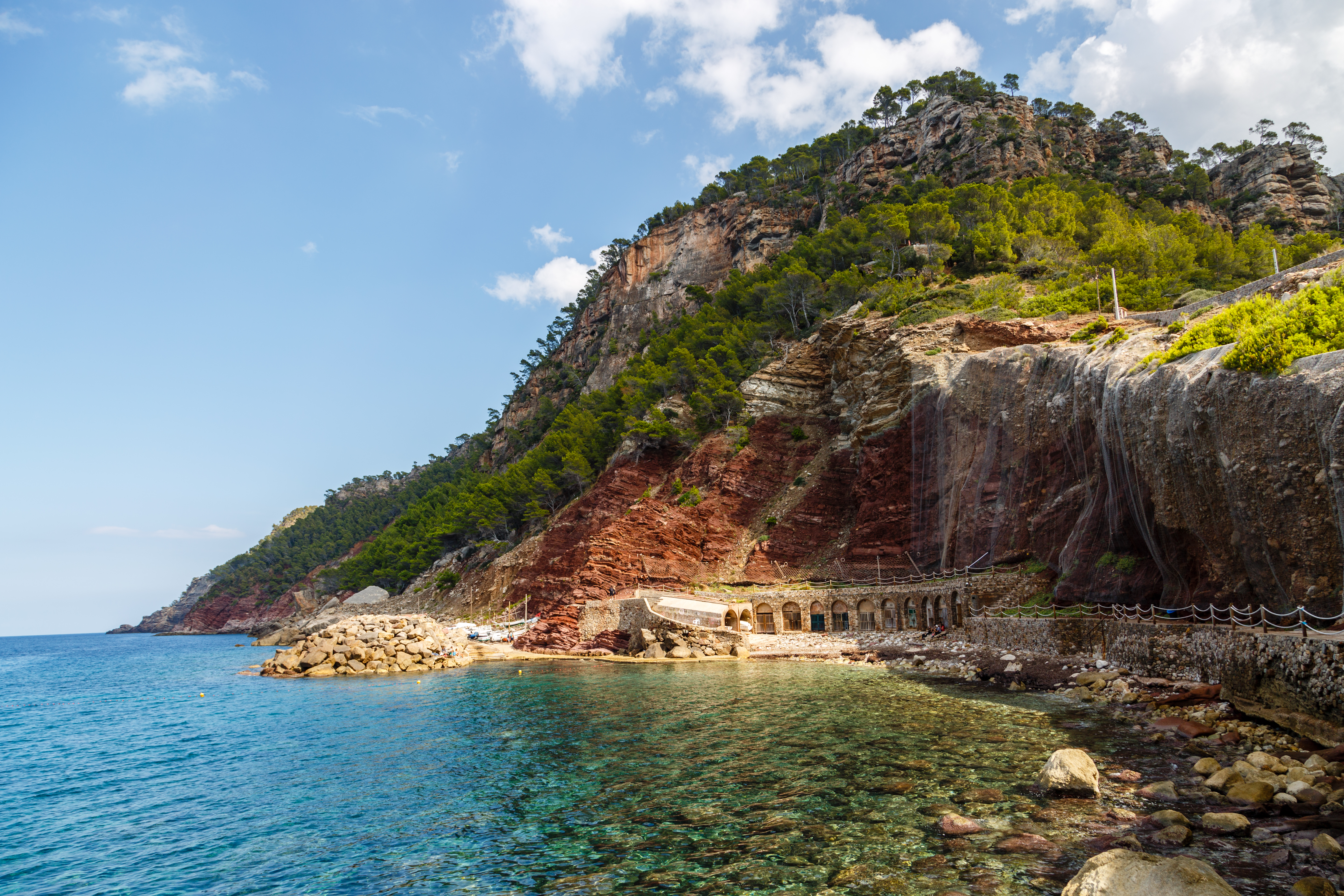
Cala de Estellenchs

Estellenchs es uno de los pueblos con menos población de toda la isla, y el municipio también con menos censo, poco más de 300 habitantes, aunque en la época de verano supera los 450.
El municipio se encuentra entre Andrach y Bañalbufar, pueblos a los que está unidos a través de una única carretera que bordea la sierra de Tramontana. Durante el invierno, y debido a la dificultad del acceso, suele ser uno de los primeros pueblos de la isla que se queda incomunicado cuando hay tormentas, debido a las caídas de rocas a la carretera que incomunican el paso.

## Demografía
Estellenchs cuenta con una población de 374 habitantes (INE 2024).
| Gráfica de evolución demográfica de Estellenchs entre 1842 y 2021 |
| |
| Población de derecho según los censos de población del INE. Población de hecho según los censos de población del INE.En estos censos se denominaba Estallenchs: 1842, 1857, 1860, 1877, 1887, 1897, 1900, 1910, 1920, 1930, 1940, 1950, 1960, 1970, 1981 y 1991. |